# Urelement
Urelemente sind in der Mengenlehre Elemente, die selbst keine Elemente enthalten. Sie bilden also einen echten Teilbereich der Elemente. Urelemente sind von Individuen zu unterscheiden, da letztere heute in der Mathematik meist mit Elementen gleichgesetzt werden.
Formal bilden die Urelemente die Klasse {\displaystyle \{X|\lnot \exists Y\colon Y\in X\}}.
Bei dieser Definition ist die Leermenge als Urelement (das einzige, das eine Menge ist) ausdrücklich mit eingeschlossen. Zu anderen Betrachtungsweisen s. u.
Als zusätzliche Urelemente (neben der Leermenge) können mathematisch nicht näher bestimmte, vorgegebene Objekte und Dinge aufgefasst werden, etwa Äpfel, Birnen, Menschen, Pferde etc., die sich wie andere Elemente in Mengen zusammenfassen lassen. Sie entsprechen den Objekten der Anschauung in der Mengendefinition von 1895 von Georg Cantor:
Unter einer „Menge“ verstehen wir jede Zusammenfassung M von bestimmten wohlunterschiedenen Objekten m unserer Anschauung oder unseres Denkens (welche die „Elemente“ von M genannt werden) zu einem Ganzen.
An dieser Definition orientierte sich Zermelo in seiner Axiomatisierung von Cantors Mengenlehre: Sowohl die Zermelo-Mengenlehre von 1907 als auch das originale ZF-System von 1930 setzen einen Bereich von Dingen voraus, der als echten Teilbereich die Mengen enthält und darüber hinaus auch andere Dinge, denen er 1930 den Namen „Urelemente“ gab; diese Urelemente enthalten keine Elemente, da er elementhaltige Dinge stets als Mengen ansah. Eine solche Mengenlehre mit zusätzlichen Urelementen kommt dem philosophischen Bedürfnis nach einer allgemeinen logischen Sprache entgegen und zielt auf eine Anwendungsmöglichkeit der Mengenlehre in anderen Disziplinen. Der Mathematiker Abraham Fraenkel plädierte 1921 erstmals für eine reine Mengenlehre ohne solche zusätzlichen Urelemente. Mit seinem Ersetzungsaxiom kann man nämlich eine Menge mit solchen ‚echten’ Urelementen auf eine gleichmächtige Menge ohne solche Urelemente abbilden. Daher kommt man bei der mengentheoretischen Beschreibung irgendwelcher Sachverhalte ohne zusätzliche Urelemente aus. Bereits die erste Formalisierung der ZF-Mengenlehre von Thoralf Skolem 1929 verzichtete auf zusätzliche Urelemente. Das machte dann Schule, so dass heutige ZF-Axiomensysteme in der Regel eine reine ZF-Mengenlehre beschreiben (das einzige Urelement ist hier die – unverzichtbare – leere Menge). Die reine Mengenlehre hat auch den Vorzug der Einfachheit, da ihre einfacheren Axiome einfachere Beweise gestatten. Für zusätzliche Urelemente braucht man vor allem eine abgeschwächte Extensionalität, die nur für Mengen gilt und nicht für ‚echte’ Urelemente; formale Beweise werden dann mühsamer, da immer zusätzliche Mengenbedingungen (auch bei anderen Axiomen) mitgeschleppt werden müssen. Es gibt aber auch noch moderne Mengenlehren, die Urelemente einkalkulieren, etwa die allgemeine Mengenlehre von Arnold Oberschelp, die auf einer Klassenlogik aufbaut.

## Andere Definition
Mitunter werden Urelemente auch im engeren Sinn als Elemente, die keine Mengen sind, definiert. Bei dieser Festlegung scheidet dann die leere Menge als Urelement aus, dafür sind dann aber theoretisch echte Klassen als Urelemente möglich. Diese Denkweise passt nicht zu Zermelos Urelement-Intention, ermöglicht aber interessante Formen der Mengenlehre mit realen echten Klassen. Hier ist aber der Urelement-Begriff abhängig vom gewählten Mengenbegriff und von den gewählten Mengenaxiomen, so dass hier kein einfach überschaubarer Sachverhalt vorliegt. Ein Beispiel ist eine Variante der Ackermann-Mengenlehre.